# She Gets Her Man

She Gets Her Man est un film américain réalisé par William Nigh et sorti en 1935.

## Synopsis
Une serveuse de restaurant déjoue par hasard un vol de banque, et se retrouve transformée en héroïne nationale par un journaliste. Sa notoriété soudaine fait qu'elle se retrouve enlevée par des gangsters.

## Fiche technique
- Réalisation : William Nigh
- Scénario :  David Diamond, Aben Kandel (en)
- Producteur : David Diamond
- Lieu de tournage : Universal Studios
- Image : Norbert Brodine
- Musique : Karl Hajos, Arthur Morton
- Montage : Bernard W. Burton (en)
- Durée : 65 minutes
- Date de sortie : 5 août 1935

## Distribution
- Zasu Pitts : Esmeralda
- Hugh O'Connell : Windy
- Helen Twelvetrees : Francine
- Lucien Littlefield : Elmer
- Edward Brophy : Flash
- Warren Hymer : Spike
- Bert Gordon (en) : Goofy
- Ward Bond : Chick
- Bernadene Hayes : Gun Moll
- Raymond Brown
- John Carradine